# Gintarė
Gintarė – litewskie imię żeńskie. Kobiecy odpowiednik imienia Gintaras (z lit. gintaras – bursztyn).

## Znane osoby noszące imię
- Gintarė Bukauskienė-Jakelaitytė – litewska organistka i dyrygentka chóru
- Gintarė Gaivenytė (ur.  1986) – litewska kolarka torowa
- Gintarė Latvėnaitė – litewska aktorka
- Gintarė Petronytė (ur. 1989) – litewska koszykarka
- Gintarė Scheidt (ur. 1982) – litewska żeglarka sportowa, wicemistrzyni olimpijska
- Gintarė Skaistė (ur. 1981) – litewska  polityk, posłanka na Sejm, minister finansów